# Missão de Observadores das Nações Unidas no Tajiquistão
Missão de Observadores das Nações Unidas no Tajiquistão (em inglês:  United Nations Mission of Observers in Tajikistan, UNMOT) foi uma missão de paz estabelecida pelo Conselho de Segurança das Nações Unidas em dezembro de 1994 e estendida por diversas vezes até que o seu mandato expirou em maio de 2000. Seu objetivo era monitorar os acordos de paz durante e após a Guerra Civil do Tajiquistão. Os observadores foram implantados primeiramente na sequência do cessar-fogo, em 1994, entre o governo do Tajiquistão, liderado por Emomali Rahmon, e a Oposição Tajique Unida. Após o armistício patrocinado pela ONU que pôs fim à guerra em 1997, as Nações Unidas ampliaram o mandato original da missão para monitorar a paz e a desmobilização. A missão foi sediada em Dushanbe, Tajiquistão.